# Neoerysiphe galii
Neoerysiphe galii är en svampart som först beskrevs av S. Blumer, och fick sitt nu gällande namn av U. Braun 1999. Neoerysiphe galii ingår i släktet Neoerysiphe och familjen Erysiphaceae.   Inga underarter finns listade i Catalogue of Life.
I den svenska databasen Dyntaxa används istället namnet Erysiphe galii för samma taxon.  Arten är reproducerande i Sverige.